# Rue du Général-de-Castelnau
La rue du Général-de-Castelnau est une voie située dans le quartier de Grenelle du 15e arrondissement de Paris.

## Origine du nom
Elle porte le nom du général Édouard de Castelnau (1851-1944).

## Historique
Ancienne rue de la Motte-Piquet ouverte en 1914, elle prend en 1954 sa dénomination actuelle. 